# Boas Novas
Boas Novas é uma rede de televisão brasileira pertencente ao pastor Samuel Câmara, que em 1993 (na época líder da Igreja Assembleia de Deus no Amazonas), comprou a Rede Brasil Norte do Grupo Simões, para transformar em Boas Novas em Manaus.

## História

### Compra da RBN
Em 1.º de janeiro de 1993, o pastorado da Igreja Evangélica Assembleia de Deus no Amazonas (IEADAM), liderado por Samuel Câmara, decide adquirir uma emissora de rádio em Manaus para ampliar a difusão de suas ideias para mais fiéis. Na época, o Grupo Simões havia colocado à venda a Rádio Ajuricaba (hoje Rádio Boas Novas Amazonas), e iniciou as negociações com os pastores. Assim como a rádio, estava à venda desde 1991 a Rede Brasil Norte (RBN), afiliada à Rede Manchete, que possuía emissoras em Manaus e Porto Velho.
Tendo a oportunidade de adquirir também um canal de televisão, a IEADAM negociou então a compra de todos os veículos, que estavam avaliados em 9 milhões de dólares. As negociações prosseguiram até 7 de janeiro, chegando ao valor final de 3,25 milhões de dólares (o equivalente na época a 45 bilhões de cruzeiros), que deveriam ser pagos em prestações. Ficou estipulado que a igreja deveria pagar uma entrada de 100 mil dólares ao firmar o contrato de venda em 15 de janeiro, e para ter o controle total do veículos, deveria desmbolsar em até 60 dias mais 450 mil dólares, e mais 24 parcelas nos meses subsequentes para completar a transação.
O arrecademento da IEADAM na época era inferior à 300 mil dólares, e de acordo com o contrato, caso os 450 mil dólares não fossem quitados, a venda seria anulada e todo o dinheiro que havia sido investido, perdido. Para arrecadar o resto da quantia, a igreja toda se mobilizou. Alguns membros começaram a vender casas, carros, churrasquinho, frutas, camisas, lanches e balas de Cupuaçu pelas ruas de Manaus. Os pastores Samuel Câmara, Moisés Melo e Dan Câmara doaram seus automóveis; outros penhoraram peças de ouro para serem avaliadas e vendidas.

### Formação da rede (1993–1999)

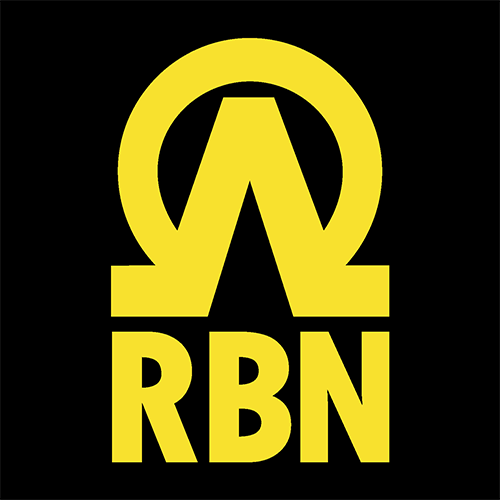
Logotipo da emissora entre 1993 e 2007. O conceito era baseado nas letras alfa e ômega do alfabeto grego, e era uma releitura da identidade visual usada pela RBN desde 1986

No dia 15 de março, a comitiva formada pelo pastor Samuel Câmara, Paulo Oliveira, Wanderley Dallas, Climilton Braga Júnior, Miquéias Fernandes e Francisco Souza, foi em direção a sede do Grupo Simões com o cheque para quitar a segunda parcela. Às 20h do mesmo dia, a comitiva efetuou o pagamento. Após a aquisição, o pastor Samuel Câmara lançou o desafio para toda a igreja, para que apresentassem sugestões de logomarca e de nome, com as quais a rede deveria ser identificada doravante. Nesse meio tempo decidiu-se utilizar à mesma sigla "RBN" (que anteriormente significava Rede Brasil Norte), mas que a partir de agora passaria a significar Rede Boas Novas. A emissora manteve a retransmissão da programação da Rede Manchete, da qual a RBN era afiliada desde 1986, mas passou a ocupar gradativamente a grade de programação com seus próprios programas.
No começo de 1995, em Belém, Pará, a família Castro, que já havia vendido em 1993 a Rádio Guajará (renomeada Rádio Transpaz; hoje Rádio Boas Novas Belém) propõe à Assembleia de Deus em Belém a venda da TV Guajará, afiliada à Rede Record. O contrato previa a entrada de 20% do valor da compra, e mais 36 parcelas mensais. A emissora então passou a se chamar RBN Belém, passando a integrar a rede liderada pela emissora de Manaus, mantendo a sua afiliação com a Record até o fim do contrato em 1.º de novembro daquele ano, quando passou a retransmitir a programação da CNT.
Em 16 de setembro, a Assembleia de Deus em Belém firmou um contrato de sociedade e parceria com a IEADAM, transferindo o controle das suas emissoras para a Fundação Boas Novas, ficando esta responsável pela sua administração e por dar seguimento a regularização jurídica de ambas. No mesmo ano, a RBN passa a transmitir via satélite para todo o Brasil em banda C, criando o "Jesus Sat".
No dia 15 de março de 1997, na ocasião dos 4 anos da RBN, no programa semanal apresentado por Samuel e a esposa Rebekah Câmara, o casal fez a apresentação do projeto de doações dos fiéis da igreja para manter a emissora no ar, chamado de mantenedores, que na primeira noite adquiriu 40 mantenedores, superando sua expectativa de apenas 15 mantenedores. Com o projeto, Samuel Câmara contagiou também membros de outras denominações evangélicas e não evangélicas.
No mesmo ano, após assumir o pastorado da Assembleia de Deus em Belém no lugar de Firmino Gouveia, o pastor Samuel Câmara buscou soluções para cumprir os grandes compromissos assumidos pela igreja: as últimas prestações da RBN Belém, quitadas em março de 1998, a cota mensal de 40 mil reais para manter a transmissão via satélite e a modernização da infraestrutura da emissora, cujos equipamentos já ultrapassavam mais de 20 anos de uso.
Em 1.º de janeiro de 1998, a RBN Manaus encerra a sua afiliação com a Rede Manchete, e à exemplo da emissora de Belém, passa a retransmitir a programação da CNT. Com o alinhamento de grade das suas emissoras, a RBN então continua a expandir a sua programação local nos amplos espaços que a rede oferecia, tendo ainda meia-hora diária de programas próprios na grade nacional da CNT entre 5h e 6h.
Em 1999, a RBN transmitiu ao vivo de Belém a Vigília do Vale da Bênção. Neste ano, a rede já exibia 12 horas diárias de programação local, entre 23h e 11h, totalizando 84 horas semanais. Em 5 de setembro, a RBN deixou de ser afiliada à CNT e passou a ter uma programação 100% evangélica.

### Década de 2000
Em 2000, a RBN deixa ser exibida nas antenas parabólicas, depois de permanecer cinco anos, passando ter outro satélite internacional com alcance mais do que a BrasilSat B1, apesar das inúmeras reclamações aos telespectadores, principalmente frequentadores da igreja.
Em 15 de março de 2001, por ocasião do 8.º aniversário da RBN, foi implantado o website e o streaming da rede, onde pela primeira vez uma emissora evangélica no Brasil passa a transmitir sua programação ao vivo via internet.
Entre 2003 a 2004, foi quando a Rede Boas Novas começou a fase mais abrangente de sua expansão, na ocasião antes e depois de 10 anos da rede. Foi definidora a atuação do pastor e deputado federal Silas Câmara, parlamentar da Assembleia de Deus no Amazonas.
O jornal Folha de S.Paulo se expressou sobre as concessões dadas a Rede Boas Novas: "O Ministro das Comunicações, Miro Teixeira concedeu à Fundação Boas Novas, das Assembléia de Deus no Amazonas, três canais retransmissores de televisão: um em São Paulo (a praça mais cobiçada entre os empresários pretendentes a formar redes de TV), um no Rio de Janeiro e outro em Campinas. As portarias foram publicadas no Diário Oficial da União de quinta[-feira, 24 de setembro de 2003]".
Em outubro de 2004 até meados de 2009, a Rede Boas Novas iniciou as retransmissões na cidade de São Paulo através do canal 44. Há 16 anos o Ministério das Comunicações não permitia sequer estudos técnicos para abertura de um canal de televisão em São Paulo. As pressões foram tão intensas sobre o governo, que era conversa corrente nos bastidores do poder.
Conseguiram-se, de 2003 até 2006, concessões de canais para todas as capitais do Brasil, exceto Macapá, também para as cidades: Campinas e Pindamonhangaba (SP), Imperatriz (MA), Oriximiná (PA), Santa Cruz (RN) e ainda para os municípios onde não havia retransmissoras no Amazonas, se tornando assim a primeira Rede de Televisão com cobertura em todo o Estado.
Em março de 2008, a apresentadora Debby Lagranha passa apresentar por três meses o programa Fator X entre 15 e 16 horas. Em outubro, a rede provoca polêmica em meio do mundo evangélico brasileiro, ao anunciar o alugamento de horários à Igreja Mundial do Poder de Deus (IMPD) alguns espaços da programação, entre 20—22 horas. Em março de 2009, a rede cede mais horas à IMPD, de manhã, tarde, noite e madrugada, devido a programação ser muito reprisada. Em setembro do mesmo ano, ocupa das três da madrugada até onze da manhã, até rescisão/fim do contrato em 2011.

### Década de 2010
Em abril de 2010, o prefeito de Coari, Arnaldo Mitouso (que havia derrotado o poderoso grupo político local ligado à Igreja Assembleia de Deus, através das urnas na prefeitura em 2008), acusou a mesma igreja e um pastor local (que cedeu sala em anexo no prédio da retransmissora de TV, para que funcionasse a Rádio Nova Coari FM após incêndio sofrido pela emissora), por fazerem críticas à administração local. O prefeito criticou o fato do espaço está cedido para a rádio e ameaçou tomar providências contra o local e o pastor da Igreja, caso eles não tomassem providências para mudar o local para a rádio funcionar.
Entre 22 a 29 de maio, a rede fez a cobertura da Exposição Cristã Norte 2010 em Manaus que debate o tema “Avivamento para Transformar o Planeta”, com apresentações de 25 pastores e preletores de diversos países, apresentação de mais de 25 cantores e bandas de renome da música gospel e a maior feira de produtos e serviços evangélicos.
Em janeiro de 2014, a rede voltou a exibir programas da Igreja Mundial do Poder de Deus.
Em junho de 2015, a rede perde sua retransmissora em Fortaleza no canal 52 UHF para dar lugar a então TVCi. Outras retransmissoras em Vitória no Canal 52, Natal no Canal 27, João Pessoa no Canal 35, Recife no Canal 49, Maceió no Canal 57, Goiânia no Canal 29, Aracaju no Canal 28 todas passaram a retransmitir a TVCi, a retransmissora em Salvador no Canal 23 passou a retransmitir o sinal da Rede Aparecida.
A Rede Boas Novas passou a exibir um breve período a programação da Igreja Apostólica Plenitude do Trono de Deus e também já exibiu os programas da Rede Portas Abertas. Desde 1º de novembro de 2016, passou a compartilhar conteúdo com a Rede Gênesis, de propriedade da Comunidade Evangélica Sara Nossa Terra, fazendo com que ambos os canais exibissem 12 horas de programação cada. Com a parceria, a cobertura em território nacional para ambas as redes chegou a 80%. A parceria foi encerrada em 4 de junho de 2018, voltando a transmitir programação própria.
Em 2017, a rede perdeu sinal em diversos lugares do país como o interior do Amazonas.

## Emissoras

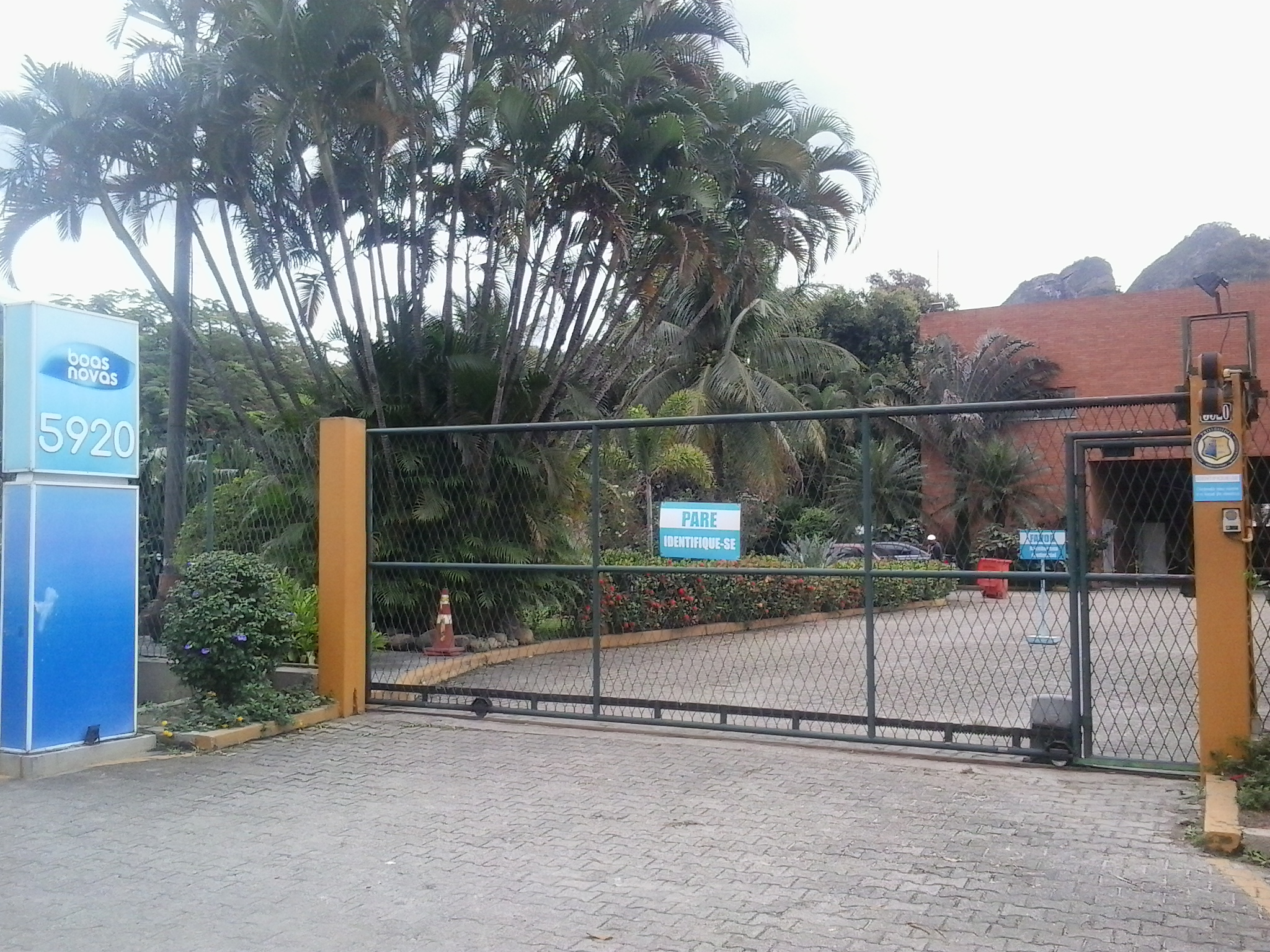
Estúdios da emissora em Jacarepaguá, no Rio de Janeiro

A Boas Novas tem duas emissoras próprias e quase cem retransmissoras e afiliadas. No Rio de Janeiro, em uma área de 13 mil metros quadrados, a emissora conta com 3 modernos estúdios com 961 m² ao todo (sendo 293,98 m² do Estúdio 1; 222,89 m² do Estúdio 2 e 444,16 m² do Estúdio 3) com toda infra-estrutura para produção e exibição de programas.
A emissora também conta com equipamentos avançados para captação ótica Sony XDCAM, tapeless, servidores digitais de áudio e vídeo para produção, recepção e exibição de produtos, materiais e propaganda em qualquer formato de vídeo.
A programação da Boas Novas pode ser assistida de todo Brasil pela antena parabólica em receptor digital.

## Controvérsias

### Contratação irregular de obreiros como funcionários
Em 14 de abril de 2005, a Fundação Boas Novas foi condenada pela Procuradoria Regional do Trabalho da 11.ª Região, a não mais contratar obreiros sob regime de "trabalho voluntário" para a Boas Novas Manaus e outras empresas da fundação, com o objetivo de evitar a sonegação de direitos trabalhistas destes funcionários. A ação civil pública foi proferida pelo procurador Carlos Eduardo Carvalho Brisolla, que ainda obrigou a fundação a regularizar a situação contratual dos obreiros que haviam sido contratados irregularmente, sob pena de multa diária de 1 mil reais em caso de descumprimento.

### Escândalo dos sanguessugas
Em 14 de dezembro de 2009, o Tribunal de Contas da União condenou o ex-diretor executivo e o diretor executivo da Fundação Boas Novas, mantenedora da emissora, Dan Câmara e José dos Santos, os ex-membros da comissão de licitação da entidade Miquéias de Lima, Samuel da Silva, Ronaldo Lucena e a empresa E. F. Medeiros a devolverem, solidariamente, R$ 562.092,06 aos cofres do Fundo Nacional de Saúde. O TCU detectou irregularidades em dois convênios firmados entre a Fundação Boas Novas e o Ministério da Saúde para compra de 18 ambulâncias e três micro-ônibus, distribuídos a diversos municípios do Amazonas "para fortalecer o Sistema Único de Saúde". A fiscalização do TCU não localizou as seis ambulâncias, mas descobriu que os veículos foram adquiridos a preços elevados, acima do valor de mercado. Todos os mencionados no processo e as empresas envolvidas também foram obrigados a pagar multa de 8 mil reais ao Tesouro Nacional.

### Irregularidades da Fundação Boas Novas
Em 14 de janeiro de 2011, a PF instaurou um inquérito criminal para investigar se os recursos federais destinados à Fundação Boas Novas nos últimos dez anos, vem sendo utilizados para promover as campanhas eleitorais de Silas Câmara. Segundo o inquérito, durante esse período, a fundação recebeu quase R$ 9 milhões em emendas propostas pelo próprio parlamentar e aprovadas na Câmara Federal.
Em 26 de março de 2013, o Supremo Tribunal Federal (STF) determinou que a Polícia Federal (PF) e o Tribunal de Contas do Estado (TCE) do Amazonas cumpram diligências no inquérito policial 3.092 em que o deputado federal Silas Câmara (agora no PSD) é acusado de praticar crime eleitoral por meio da Fundação Boas Novas, durante a campanha de 2010.

### Remessa de dinheiro irregular
Em 9 de setembro de 2010 a Polícia Federal do Acre informou que apreendeu três dias antes, R$ 472.130,00 que estavam dentro da caixa de papelão na posse do homem (cujo nome não foi revelado) e que teriam como destino a candidata à deputada federal Antônia Lúcia Câmara, esposa do deputado federal pelo Amazonas, Silas Câmara (PSC).
Apesar da apreensão e o envolvimento da esposa Antônia Lúcia Câmara, ela é eleita deputada federal em outubro do mesmo ano. O caso foi protocolado em novembro pelo Ministério Público Eleitoral do Acre (MPE-AC) na Justiça Eleitoral acriana, contra o deputado federal Silas Câmara e a mulher Antônia Lúcia Câmara é do número 178782.2010.601.0000 classe 3.
Em 15 de junho de 2011, os deputados federais Silas Câmara (AM) e Antônia Lúcia Câmara (AC), ambos do PSC, foram chamados a prestar depoimento ao juiz eleitoral da 65ª Zona Eleitoral, Marcos Santos Maciel, na manhã do dia 17, na sede do Fórum Eleitoral, localizado na Avenida André Araújo, bairro Aleixo, zona centro-sul de Manaus.
Antônia Câmara responde a sete ações no Acre: compra de voto, falsidade ideológica, fraude processual, formação de quadrilha, peculato, uso de caixa dois e falso testemunho. Pedido de prisão preventiva chegou a ser aprovado em 2010 pelos desembargadores, pois entenderam que ela tinha fornecido endereço falso para se livrar de intimações e atrasar processos, mas não aconteceu.
Silas Câmara é alvo da AIJE protocolada pelo Ministério Público acriano, réu desde 2001 em processo que corre em segredo no Supremo Tribunal Federal (STF), acusado de se apropriar de parte ou totalidade dos salários de seus assessores de gabinete, contratar funcionários e servidores fantasmas que também tinham vínculo com a Assembleia Legislativa do Estado (ALE), em Manaus. Em 2009, foi denunciado por falsidade ideológica e uso de RG falso em procurações e alterações de contratos sociais.
Em 3 de abril de 2013, o Tribunal Regional Eleitoral (TRE) do Amazonas absolveu Silas Câmara pela prática de ‘caixa 2’ durante a campanha eleitoral de 2010. A ação foi proposta pelo Ministério Público Eleitoral (MPE) alegando que, na época, Silas enviou R$ 472 mil para comprar votos em favor da mulher dele, Antônia Silva (PSC), eleita deputada federal em 2010 pelo Acre. O procurador regional eleitoral, Ageu Florêncio, disse que ainda analisará a possibilidade de recorrer.
O presidente da Associação dos Magistrados do Acre (Asmac), Raimundo Nonato da Costa, denunciou que a desembargadora Denise Bonfim, relatora do processo que culminou com a Operação G-7, que envolve a Fundação Boas Novas e a Família Câmara, entre outros envolvidos, está sendo ameaçada de morte. Costa falou ainda de um suposto "boato ouvido de dentro da penitenciária" onde estão 15 presos indiciados por fraude em licitação pública e formação de quadrilha de que "ela teria de ser eliminada" e que informou ao presidente do Tribunal de Justiça (TJ) do Acre, desembargador Roberto Barros. "Nós queremos deixar bem claro que esse tipo de intimidação, em nenhum momento, vai fazer qualquer juiz recuar ou deixar de cumprir o seu dever. (...) Nós damos total apoio ao trabalho da desembargadora.", disse Costa. "O ministro Joaquim Barbosa (presidente do STF) será informado e vamos pedir a intervenção dele aqui no Acre, se for o caso. Acreditamos que não chegará a esse ponto.", adiantou diretor de Comunicação da Asmac, Giordani Dourado.